# Albert Flink

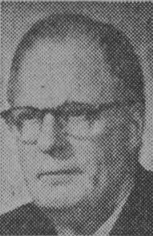
Albert Flink

Albert Efraim Flink, född 11 april 1895 i Västervik, död 1 december 1980 i Stockholm, var en svensk arkitekt.
Flink avlade studentexamen 1914 och studerade därefter vid Kungliga Tekniska högskolan. Han företog studieresor till en rad länder i Europa samt till USA i samband med utförandet av Sweden Square vid New York World’s Fair 1939. Han bedrev arkitektverksamhet och rörelse inom granitindustrin genom Bröderna Flinks Granitstenhuggeri i Västervik. Han utförde stenarbeten till omkring 100 byggnader, däribland Kanslihusannexet, Arvfurstens palats, Bondeska palatset, Dramaten, Operan, Nationalmuseum, Krigsarkivet, Drottningholms slottspark och Ebba Brahes palats. Står bakom Gamla kapellet på Nya kyrkogården i Västervik. Flink är begravd på Norra begravningsplatsen utanför Stockholm.